# Saint-Amour
Saint-Amour je naselje in občina v vzhodnem francoskem departmaju Jura regije Franche-Comté. Leta 2009 je naselje imelo 2.335 prebivalcev.

## Geografija
Kraj leži v pokrajini Bresse na skrajnem jugozahodu regije Franche-Comté, 29 km severno od Bourg-en-Bressa.

## Uprava
Saint-Amour je sedež istoimenskega kantona, v katerega so poleg njegove vključene še občine L'Aubépin, Balanod, Chazelles, Chevreaux, Digna, Graye-et-Charnay, Loisia, Montagna-le-Reconduit, Nanc-lès-Saint-Amour, Nantey, Saint-Jean-d'Étreux, Senaud, Thoissia, Val-d'Épy in Véria s 4.718 prebivalci (v letu 2009).
Kanton Saint-Amour je sestavni del okrožja Lons-le-Saunier.

## Zanimivosti
- župnijska, do francoske revolucije kolegialna cerkev sv. Amatorja in Viatorja iz 15. in 17. stoletja,
- stolp Tour Guillaume, ostanek nekdanjih utrdb iz 13. do 16. stoletja, imenovan po sholastiku 13. stoletja Viljemu de Saint-Amourju,
- stara lekarna, z zbirko loncev, vaz, vrčev in steklenic iz obdobja od 16. do 19. stoletja,
- avditorij s kraljevimi zapori iz leta 1741, zgrajeni za potrebe sodišč, ustanovljenih s kraljevim podpisom leta 1705 za preganjanje tihotapcev soli, tobaka, oblačil,
- cerkev sv. Denisa, Allonal.

## Promet
- železniška postaja Gare de Saint-Amour na progi Mouchard - Bourg-en-Bresse, Dijon-Ville - Saint-Amour;